# Мюллер, Джон
Джон Э. Мюллер (англ. John Mueller; род. 1937, Сент-Пол) — американский политолог в области международных отношений, а также исследователь истории танца. Он известен своими идеями о «банальности этнической войны» и теорией о том, что крупные мировые конфликты быстро устаревают.

## Карьера
Джон Мюллер родился в Сент-Поле, штат Миннесота, получил степень бакалавра в Чикагском университете в 1960 году, а также степень магистра (1963 г.) и степень доктора философии (1965 г.) в Калифорнийском университете в Лос-Анджелесе.
В настоящее время он является заведующим кафедрой исследований национальной безопасности Вуди Хейса в Центре исследований международной безопасности имени Мершона и профессором политических наук и танцев в Университете штата Огайо.
Книга Мюллера 2004 года «Обломки войны» была удостоена премии Лепгольда Джорджтаунского университета как лучшая книга года по теме международных отношений.
В 2007 году Мюллер получил премию Уоррена Дж. Митофски за выдающиеся достижения в области исследования общественного мнения от Совета директоров Центра изучения общественного мнения Ропера при Корнельском университете. Награда была присвоена за книгу Мюллера «Война, президенты и общественное мнение» (Нью-Йорк: Wiley, первоначально опубликована в 1973 г.). В этой книге (и предшествовавшей ей статье 1970 года «Президентская популярность от Трумэна до Джонсона») было дано первое определение того, что стало известно как эффект сплочения.
Хотя Мюллер в первую очередь известен как политолог, он также является экспертом в области съемок танцев и ведущим авторитетом в области творчества Фреда Астера, в частности, опубликовав в 1985 году «Танцы Астера — Музыкальные фильмы», который теперь является стандартным справочником, отмеченным наградой Фонда «Танцевальные перспективы» как «самая выдающаяся рукопись длиной в книгу в истории танца».
Он также является автором справочных статей об Астере для американской национальной биографии и Международной энциклопедии танца. Кроме того, он много публиковался в Dance Chronicle, Quarterly Review of Film Studies, Cinema Journal и Dance Magazine.

## Избранные публикации
- «Капитализм, мир и историческое движение идей», International Interactions, 36/2 (2010), стр. 169—184
- Атомная одержимость: ядерный алармизм от Хиросимы до Аль-Каиды (Oxford University Press, 2010)ISBN 0-19-538136-X
- «Война почти перестала существовать», Ежеквартальный журнал «Политология», 124 (2009), стр. 297—321
- Раздутые: как политики и террористическая индустрия раздувают угрозы национальной безопасности и почему мы им верим (Free Press, 2006)ISBN 1-4165-4171-3
- «Есть ли еще террористическая угроза?», Foreign Affairs, сентябрь/октябрь 2006 г.
- Обломки войны (издательство Корнельского университета, 2004 г.) ISBN 0-8014-4239-7
- Капитализм, демократия и удобная бакалейная лавка Ральфа (Princeton University Press, 2001) ISBN 0-691-09082-3
- Тихий катаклизм: размышления о недавней трансформации мировой политики (Лонгман, 1997)
- Политика и мнение о войне в Персидском заливе (University of Chicago Press, 1994)ISBN 0-226-54565-2
- Отступление от Судного дня: устаревание большой войны (Basic Books, 1989)
- Танцы Астера — Музыкальные фильмы Фреда Астера (Кнопф, 1985)ISBN 0-394-51654-0
- Танцы Астера — Музыкальные фильмы Фреда Астера (выпуск к 25-летию — с цифровыми улучшениями, The Educational Publisher, 2010 г.) ISBN 1-934849-31-6
- Глупость войны : Американская внешняя политика и аргументы в пользу самодовольства (издательство Кембриджского университета, 2021 г.) ISBN 9781108843836